# Station Hoedekenskerke
Station Hoedekenskerke was een station aan de tramlijn Goes - Hoedekenskerke - Goes van de voormalige Spoorweg-Maatschappij Zuid-Beveland in Hoedekenskerke in de provincie Zeeland.
Tegenwoordig is het station het eindpunt voor de Stoomtrein Goes - Borsele. De motorwagen rijdt door naar Halte Baarland. Het perron met een overkapping van ruim 20 meter lang heeft aan beide kanten een spoor, en dat geeft de stoomlocomotief de mogelijkheid om om te lopen. Bij halte Baarland is dit niet mogelijk, vandaar dat de stoomtrein hier eindigt. Het station ligt naast de jachthaven en achter het station is de Pluimweide. Dit park staat in het teken van treinen, zo ligt er een minispoorbaan waar kinderen een ritje mee kunnen maken. Ook is er een eetgelegenheid. Binnen zijn ook een aantal modelspoorbanen te vinden. Juist buiten het station is de Westerschelde te zien (vanaf een dijk).

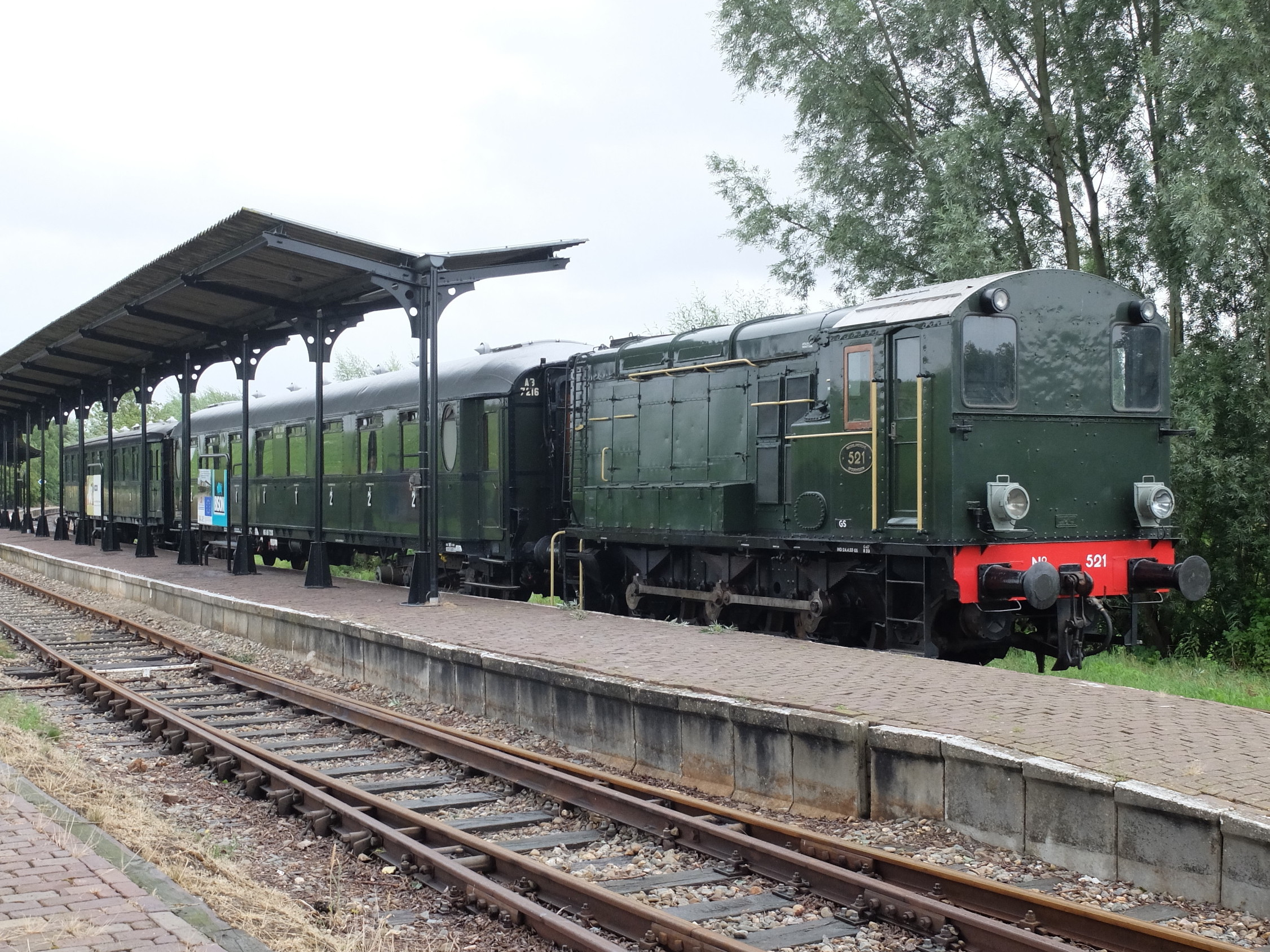
SGB 521
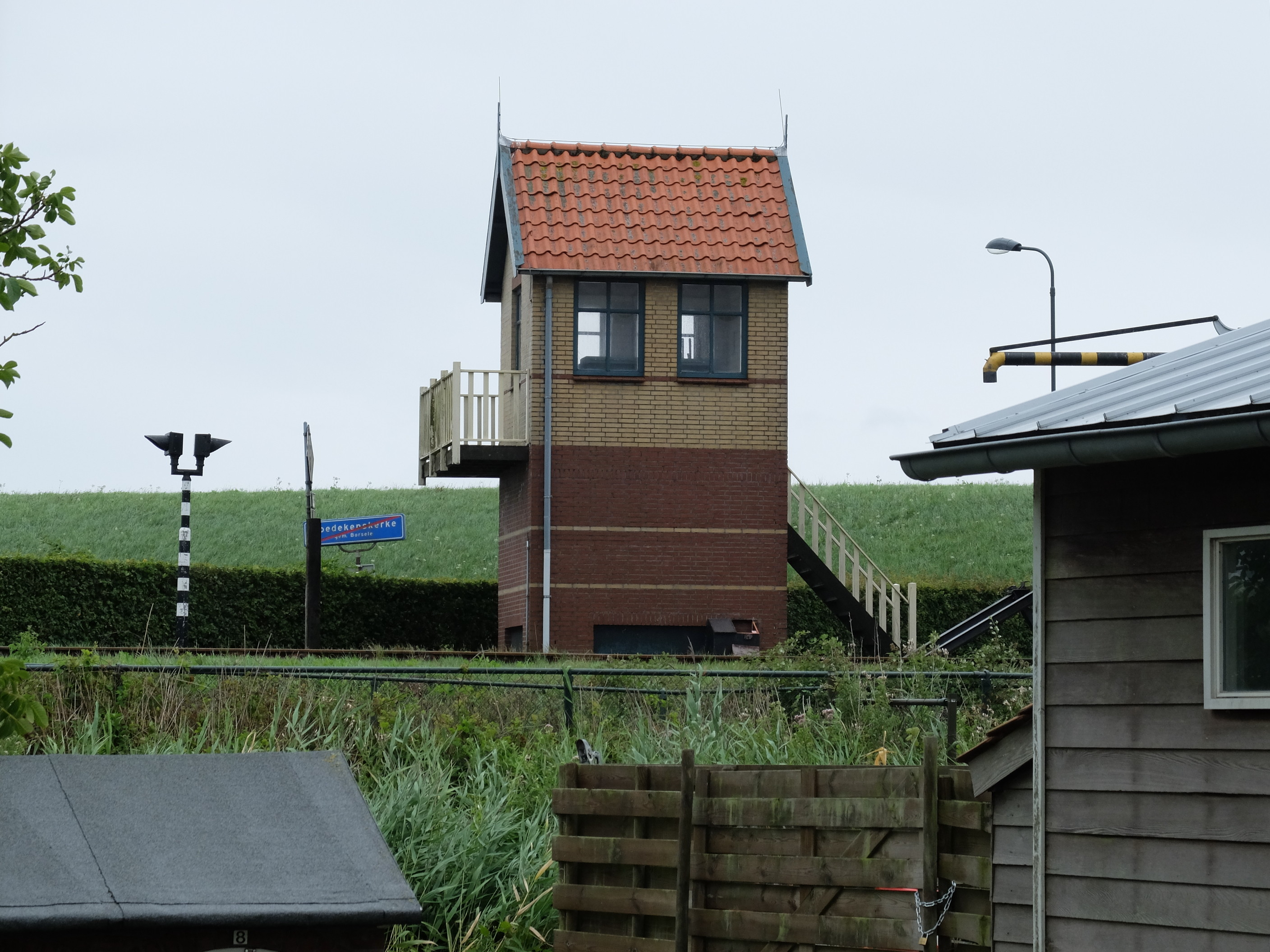
Seinhuis